# سيزار روزاليس
سيزار روزاليس (بالإسبانية: César Rosales)‏ هو لاعب كرة قدم ومدرب كرة قدم بيروفي في مركز الوسط، ولد في 9 نوفمبر 1970 في ليما في بيرو. شارك مع منتخب بيرو لكرة القدم. أما مع النوادي، فقد لعب مع أليانزا ليما ونادي كافالا.

## وصلات خارجية
- سيزار روزاليس على موقع قاعدة بيانات كرة القدم.إي يو (الإنجليزية)
- سيزار روزاليس على موقع ناشيونال فوتبول تيمز (الإنجليزية)